# Copa del Món de Futbol de 1970
La Copa del Món de Futbol 1970 va ser la novena edició de la Copa del Món de Futbol i va tenir lloc a Mèxic l'any 1970. La competició es disputà entre el 31 de maig i el 21 de juny de 1970. Brasil fou el campió en derrotar Itàlia a la final per 4 a 1 i aconseguí d'aquesta manera el seu tercer torneig i es quedà la Copa Jules Rimet en propietat. Per molts experts, aquest ha estat el millor mundial de la història, tant pel joc desenvolupat com pel joc net (cap jugador fou expulsat).

## Antecedents
Per primer cop foren permeses les substitucions a la Copa del Món, fins a un total de dues per equip i partit. La Unió Soviètica fou el primer equips que va fer una substitució. Víktor Serèbrianikov fou el primer jugador substituït, per Anatoli Púzatx, als 45 minuts. També fou la primera Copa del Món on s'utilitzaren les targetes groga i vermella. Es mostraren 5 targetes grogues al primer partit. No es mostrà cap targeta vermella en tot el campionat. Per primer cop, fou televisada en color.
La mascota de la competició s'anomenà Juanito, un xicot mexicà que portava el típic barret del país. També fou el primer mundial on s'usà una pilota oficial, proporcionada per l'empresa Adidas, anomenada Telstar.

## Seus
Cinc ciutats foren seus de la competició:
| Ciutat de Mèxic    | Ciutat de Mèxic                            | Ciutat de Mèxic   |
| ------------------ | ------------------------------------------ | ----------------- |
| Estadi Azteca      |                                            |                   |
| Capacitat: 107,247 |                                            |                   |
|                    |                                            |                   |
| Guadalajara        | GuadalajaraLeónCiutat de MèxicPueblaToluca | Puebla            |
| Estadi Jalisco     | GuadalajaraLeónCiutat de MèxicPueblaToluca | Estadi Cuauhtémoc |
| Capacitat: 71,100  | GuadalajaraLeónCiutat de MèxicPueblaToluca | Capacitat: 35,563 |
|                    | GuadalajaraLeónCiutat de MèxicPueblaToluca |                   |
| Toluca             | GuadalajaraLeónCiutat de MèxicPueblaToluca | León              |
| Estadi Luis Dosal  | GuadalajaraLeónCiutat de MèxicPueblaToluca | Nou Camp          |
| Capacitat: 26,900  | GuadalajaraLeónCiutat de MèxicPueblaToluca | Capacitat: 23,609 |
|                    | GuadalajaraLeónCiutat de MèxicPueblaToluca |                   |

## Equips participants

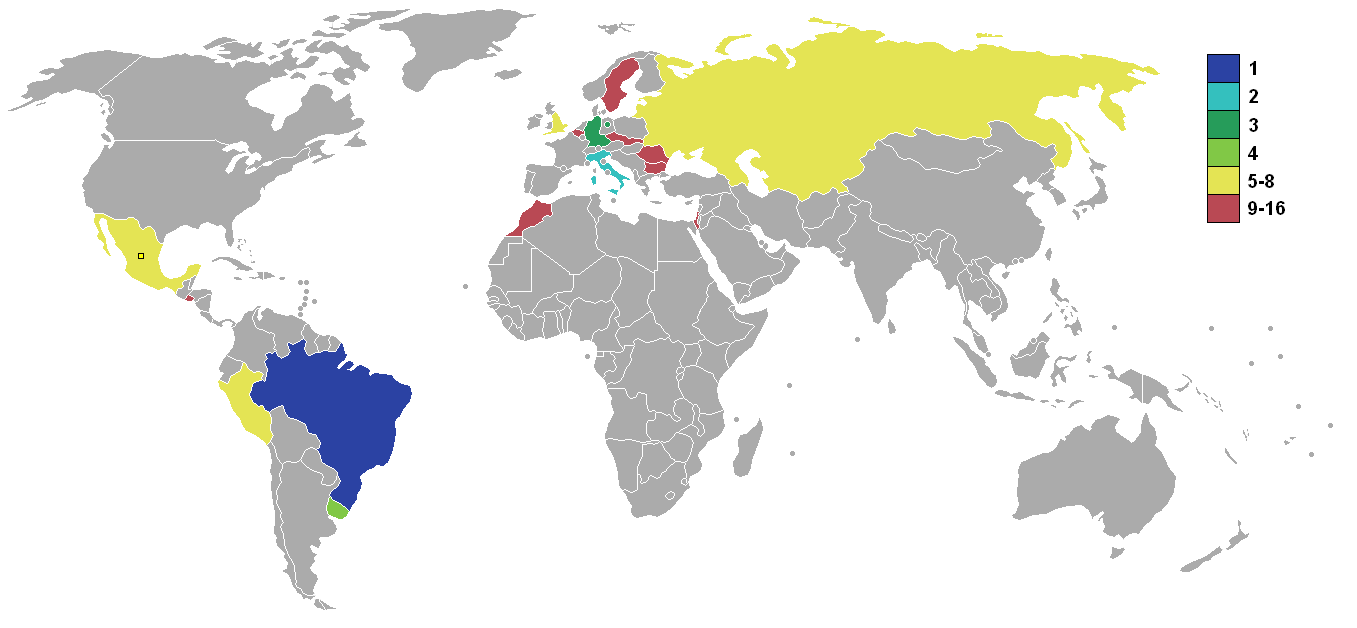
Equips classificats

Per a aquest torneig s'hi van inscriure 75 associacions, pel que es va haver de disputar una fase de qualificació per a determinar les setze classificades. 5 d'elles es retiraren.
Mèxic i Anglaterra es classificaren automàticament com a organitzador i vigent campió. Per primer cop Àfrica va tenir una plaça de classificació directa. També hi hagué una plaça directa per un representant d'Àsia i Oceania.
El fet més curiós d'aquesta fase de classificació fou l'anomenada guerra del futbol entre Hondures i El Salvador. Ambdós països, que passaven una fase de forta tensió política, s'enfrontaren en les eliminatòries del mundial. El Salvador aconseguí la classificació, però la tensió dels partits de futbol fou tan gran que el 14 de juliol de 1969 l'exèrcit salvadorenc acabà envaint Hondures. El conflicte acabà al cap de sis dies amb més de 2.000 persones mortes.
Les seleccions classificades foren (en cursiva les seleccions debutants):
| Bombo 1: Europeus I   | Bombo 2: Americans    | Bombo 3: Europeus II | Bombo 4: Resta del món |
| --------------------- | --------------------- | -------------------- | ---------------------- |
| Anglaterra (campions) | Brasil                | Bèlgica              | El Salvador            |
| Itàlia                | Mèxic (organitzadors) | Bulgària             | Israel                 |
| Unió Soviètica        | Perú                  | Txecoslovàquia       | Marroc                 |
| Alemanya Occidental   | Uruguai               | Suècia               | Romania                |

## Àrbitres
| AFC - Abraham Klein CAF - Seyoum Tarekegn - Ali Kandil CONCACAF - Werner Winsemann - Abel Aguilar Elizalde - Diego De Leo - Henry Landauer | CONMEBOL - Ángel Norberto Coerezza - Antônio de Moraês - Rafael Hormázabal - Arturo Yamasaki - Ramón Barreto UEFA - Ferdinand Marschall - Vital Loraux - Rudi Glöckner - Jack Taylor | - Roger Machin - Antonio Sbardella - Laurens van Ravens - Antonio Ribeiro Saldanha - Andrei Rǎdulescu - Bob Davidson - Ortiz de Mendíbil - Tofik Bakhramov - Rudolf Scheurer - Kurt Tschenscher |

## Resultats
El format de la competició va ser el mateix que el de 1966.

### Primera fase

#### Grup 1
| Pos | Equip          | PJ | PG | PE | PP | GF | GC | DG | Pts | Classificació           |
| --- | -------------- | -- | -- | -- | -- | -- | -- | -- | --- | ----------------------- |
| 1   | Unió Soviètica | 3  | 2  | 1  | 0  | 6  | 1  | +5 | 5   | Avança a la segona fase |
| 2   | Mèxic          | 3  | 2  | 1  | 0  | 5  | 0  | +5 | 5   | Avança a la segona fase |
| 3   | Bèlgica        | 3  | 1  | 0  | 2  | 4  | 5  | −1 | 2   |                         |
| 4   | El Salvador    | 3  | 0  | 0  | 3  | 0  | 9  | −9 | 0   |                         |

| Mèxic | 0–0     | Unió Soviètica |
| ----- | ------- | -------------- |
|       | Informe |                |

| Bèlgica                              | 3–0     | El Salvador |
| ------------------------------------ | ------- | ----------- |
| Van Moer 12', 54' · Lambert 76' (p.) | Informe |             |

| Unió Soviètica                                      | 4–1     | Bèlgica     |
| --------------------------------------------------- | ------- | ----------- |
| Bixovets 14', 63' · Assatiani 57' · Khmelnitski 76' | Informe | Lambert 86' |

| Mèxic                                           | 4–0     | El Salvador |
| ----------------------------------------------- | ------- | ----------- |
| Valdivia 45', 46' · Fragoso 58' · Basaguren 83' | Informe |             |

| Unió Soviètica    | 2–0     | El Salvador |
| ----------------- | ------- | ----------- |
| Bixovets 51', 74' | Informe |             |

| Mèxic         | 1–0     | Bèlgica |
| ------------- | ------- | ------- |
| Peña 14' (p.) | Informe |         |

#### Grup 2
| Pos | Equip   | PJ | PG | PE | PP | GF | GC | DG | Pts | Classificació           |
| --- | ------- | -- | -- | -- | -- | -- | -- | -- | --- | ----------------------- |
| 1   | Itàlia  | 3  | 1  | 2  | 0  | 1  | 0  | +1 | 4   | Avança a la segona fase |
| 2   | Uruguai | 3  | 1  | 1  | 1  | 2  | 1  | +1 | 3   | Avança a la segona fase |
| 3   | Suècia  | 3  | 1  | 1  | 1  | 2  | 2  | 0  | 3   |                         |
| 4   | Israel  | 3  | 0  | 2  | 1  | 1  | 3  | −2 | 2   |                         |

| Uruguai                  | 2–0     | Israel |
| ------------------------ | ------- | ------ |
| Maneiro 23' · Mujica 50' | Informe |        |

| Itàlia         | 1–0     | Suècia |
| -------------- | ------- | ------ |
| Domenghini 10' | Informe |        |

| Uruguai | 0–0     | Itàlia |
| ------- | ------- | ------ |
|         | Informe |        |

| Suècia       | 1–1     | Israel       |
| ------------ | ------- | ------------ |
| Turesson 53' | Informe | Spiegler 56' |

| Suècia    | 1-0     | Uruguai |
| --------- | ------- | ------- |
| Grahn 90' | Informe |         |

| Itàlia | 0–0     | Israel |
| ------ | ------- | ------ |
|        | Informe |        |

#### Grup 3
| Pos | Equip          | PJ | PG | PE | PP | GF | GC | DG | Pts | Classificació           |
| --- | -------------- | -- | -- | -- | -- | -- | -- | -- | --- | ----------------------- |
| 1   | Brasil         | 3  | 3  | 0  | 0  | 8  | 3  | +5 | 6   | Avança a la segona fase |
| 2   | Anglaterra     | 3  | 2  | 0  | 1  | 2  | 1  | +1 | 4   | Avança a la segona fase |
| 3   | Romania        | 3  | 1  | 0  | 2  | 4  | 5  | −1 | 2   |                         |
| 4   | Txecoslovàquia | 3  | 0  | 0  | 3  | 2  | 7  | −5 | 0   |                         |

| Anglaterra | 1–0     | Romania |
| ---------- | ------- | ------- |
| Hurst 65'  | Informe |         |

| Brasil                                       | 4–1     | Txecoslovàquia |
| -------------------------------------------- | ------- | -------------- |
| Rivelino 24' · Pelé 59' · Jairzinho 61', 83' | Informe | Petráš 11'     |

| Romania                         | 2–1     | Txecoslovàquia |
| ------------------------------- | ------- | -------------- |
| Neagu 52' · Dumitrache 75' (p.) | Informe | Petráš 5'      |

| Brasil        | 1–0     | Anglaterra |
| ------------- | ------- | ---------- |
| Jairzinho 59' | Informe |            |

| Brasil                        | 3–2     | Romania                          |
| ----------------------------- | ------- | -------------------------------- |
| Pelé 19', 67' · Jairzinho 22' | Informe | Dumitrache 34' · Dembrovschi 84' |

| Anglaterra      | 1–0     | Txecoslovàquia |
| --------------- | ------- | -------------- |
| Clarke 50' (p.) | Informe |                |

#### Grup 4
| Pos | Equip               | PJ | PG | PE | PP | GF | GC | DG | Pts | Classificació           |
| --- | ------------------- | -- | -- | -- | -- | -- | -- | -- | --- | ----------------------- |
| 1   | Alemanya Occidental | 3  | 3  | 0  | 0  | 10 | 4  | +6 | 6   | Avança a la segona fase |
| 2   | Perú                | 3  | 2  | 0  | 1  | 7  | 5  | +2 | 4   | Avança a la segona fase |
| 3   | Bulgària            | 3  | 0  | 1  | 2  | 5  | 9  | −4 | 1   |                         |
| 4   | Marroc              | 3  | 0  | 1  | 2  | 2  | 6  | −4 | 1   |                         |

| Perú                                        | 3–2     | Bulgària                    |
| ------------------------------------------- | ------- | --------------------------- |
| Gallardo 50' · Chumpitaz 55' · Cubillas 73' | Informe | Dermendjiev 13' · Bónev 49' |

| Alemanya Occidental     | 2–1     | Marroc    |
| ----------------------- | ------- | --------- |
| Seeler 56' · Müller 80' | Informe | Jarir 21' |

| Perú                           | 3–0     | Marroc |
| ------------------------------ | ------- | ------ |
| Cubillas 65', 75' · Challe 67' | Informe |        |

| Alemanya Occidental                                 | 5–2     | Bulgària                  |
| --------------------------------------------------- | ------- | ------------------------- |
| Libuda 20' · Müller 27', 52' (p.), 88' · Seeler 67' | Informe | Nikodimov 12' · Kolev 89' |

| Alemanya Occidental  | 3–1     | Perú         |
| -------------------- | ------- | ------------ |
| Müller 19', 26', 39' | Informe | Cubillas 44' |

| Bulgària    | 1–1     | Marroc        |
| ----------- | ------- | ------------- |
| Zhechev 40' | Informe | Ghazouani 61' |

### Segona fase
|  | Quarts de final              | Quarts de final              |                              |   | Semifinals  | Semifinals  |  |  | Final | Final |
|  |                              |                              |                              |   |             |             |  |  |       |       |
|  | 14 de juny - Ciutat de Mèxic |                              |                              |   |             |             |  |  |       |       |
|  |                              |                              |                              |   |             |             |  |  |       |       |
|  | Unió Soviètica               | 0                            |                              |   |             |             |  |  |       |       |
|  | Unió Soviètica               | 0                            | 17 de juny - Guadalajara     |   |             |             |  |  |       |       |
|  | Uruguai (pr)                 | 1                            |                              |   |             |             |  |  |       |       |
|  | Uruguai (pr)                 | 1                            | Uruguai                      | 1 |             |             |  |  |       |       |
|  | 14 de juny - Guadalajara     |                              | Uruguai                      | 1 |             |             |  |  |       |       |
|  |                              | Brasil                       | 3                            |   |             |             |  |  |       |       |
|  | Brasil                       | Brasil                       | 3                            | 4 |             |             |  |  |       |       |
|  | Brasil                       |                              | 21 de juny - Ciutat de Mèxic | 4 |             |             |  |  |       |       |
|  | Perú                         | 2                            |                              |   |             |             |  |  |       |       |
|  | Perú                         | 2                            | Brasil                       | 4 |             |             |  |  |       |       |
|  | 14 de juny - Toluca          |                              | Brasil                       | 4 |             |             |  |  |       |       |
|  |                              | Itàlia                       | 1                            |   |             |             |  |  |       |       |
|  | Itàlia                       | Itàlia                       | 1                            | 4 |             |             |  |  |       |       |
|  | Itàlia                       | 17 de juny - Ciutat de Mèxic |                              | 4 |             |             |  |  |       |       |
|  | Mèxic                        | 1                            |                              |   |             |             |  |  |       |       |
|  | Mèxic                        | 1                            | Itàlia (pr)                  | 4 |             |             |  |  |       |       |
|  | 14 de juny - León            |                              | Itàlia (pr)                  | 4 |             |             |  |  |       |       |
|  |                              | Alemanya Occidental          | 3                            |   | Tercer lloc | Tercer lloc |  |  |       |       |
|  | Alemanya Occidental (pr)     | Alemanya Occidental          | 3                            | 3 | Tercer lloc | Tercer lloc |  |  |       |       |
|  | Alemanya Occidental (pr)     |                              | 20 de juny - Ciutat de Mèxic | 3 |             |             |  |  |       |       |
|  | Anglaterra                   | 2                            |                              |   |             |             |  |  |       |       |
|  | Anglaterra                   | 2                            | Uruguai                      | 0 |             |             |  |  |       |       |
|  |                              |                              |                              |   |             |             |  |  |       |       |
|  | Alemanya Occidental          | 1                            |                              |   |             |             |  |  |       |       |
|  | Alemanya Occidental          | 1                            |                              |   |             |             |  |  |       |       |

#### Quarts de final
| Unió Soviètica | 0–1 (pr.) | Uruguai        |
| -------------- | --------- | -------------- |
|                | Informe   | Espárrago 117' |

| Itàlia                                         | 4–1     | Mèxic        |
| ---------------------------------------------- | ------- | ------------ |
| Guzmán 25' (p.p.) · Riva 63', 76' · Rivera 70' | Informe | González 13' |

| Brasil                                         | 4–2     | Perú                        |
| ---------------------------------------------- | ------- | --------------------------- |
| Rivelino 11' · Tostão 15', 52' · Jairzinho 75' | Informe | Gallardo 28' · Cubillas 70' |

| Alemanya Occidental                        | 3–2 (pr.) | Anglaterra               |
| ------------------------------------------ | --------- | ------------------------ |
| Beckenbauer 68' · Seeler 82' · Müller 108' | Informe   | Mullery 31' · Peters 49' |

#### Semifinals
| Brasil                                       | 3-1     | Uruguai     |
| -------------------------------------------- | ------- | ----------- |
| Clodoaldo 44' · Jairzinho 76' · Rivelino 89' | Informe | Cubilla 19' |

| Itàlia                                                 | 4–3 (pr.) | Alemanya Occidental                 |
| ------------------------------------------------------ | --------- | ----------------------------------- |
| Boninsegna 8' · Burgnich 98' · Riva 104' · Rivera 111' | Informe   | Schnellinger 90' · Müller 94', 110' |

#### 3r i 4t lloc
| Alemanya Occidental | 1–0     | Uruguai |
| ------------------- | ------- | ------- |
| Overath 26'         | Informe |         |

#### Final
| Brasil                                                     | 4–1     | Itàlia         |
| ---------------------------------------------------------- | ------- | -------------- |
| Pelé 18' · Gérson 66' · Jairzinho 71' · Carlos Alberto 86' | Informe | Boninsegna 37' |

## Campió
| Guanyador de Copa del Món de Futbol de 1970 |
| ------------------------------------------- |
| · Brasil · Tercer títol                     |

## Classificació final
El 1986, la FIFA va publicar un informe que classificava tots els equips de cada Copa del Món fins a la de 1986, basada en l'actuació a la competició, els resultats generals i la qualitat dels contraris (sense comptar els resultats de repetició). El rànquing del torneig de 1970 era el següent:
| P                             | Equip               | PJ | PG | PE | PP | GF | GC | DG  | Pts. |
| ----------------------------- | ------------------- | -- | -- | -- | -- | -- | -- | --- | ---- |
| 1                             | Brasil              | 6  | 6  | 0  | 0  | 19 | 7  | +12 | 12   |
| 2                             | Itàlia              | 6  | 3  | 2  | 1  | 10 | 8  | +2  | 8    |
| 3                             | Alemanya Occidental | 6  | 5  | 0  | 1  | 17 | 10 | +7  | 10   |
| 4                             | Uruguai             | 6  | 2  | 1  | 3  | 4  | 5  | −1  | 5    |
| Eliminats als quarts de final |                     |    |    |    |    |    |    |     |      |
| 5                             | Unió Soviètica      | 4  | 2  | 1  | 1  | 6  | 2  | +4  | 5    |
| 6                             | Mèxic               | 4  | 2  | 1  | 1  | 6  | 4  | +2  | 5    |
| 7                             | Perú                | 4  | 2  | 0  | 2  | 9  | 9  | 0   | 4    |
| 8                             | Anglaterra          | 4  | 2  | 0  | 2  | 4  | 4  | 0   | 4    |
| Eliminats a la primera fase   |                     |    |    |    |    |    |    |     |      |
| 9                             | Suècia              | 3  | 1  | 1  | 1  | 2  | 2  | 0   | 3    |
| 10                            | Bèlgica             | 3  | 1  | 0  | 2  | 4  | 5  | −1  | 2    |
| 10                            | Romania             | 3  | 1  | 0  | 2  | 4  | 5  | −1  | 2    |
| 12                            | Israel              | 3  | 0  | 2  | 1  | 1  | 3  | −2  | 2    |
| 13                            | Bulgària            | 3  | 0  | 1  | 2  | 5  | 9  | −4  | 1    |
| 14                            | Marroc              | 3  | 0  | 1  | 2  | 2  | 6  | −4  | 1    |
| 15                            | Txecoslovàquia      | 3  | 0  | 0  | 3  | 2  | 7  | −5  | 0    |
| 16                            | El Salvador         | 3  | 0  | 0  | 3  | 0  | 9  | −9  | 0    |

## Golejadors
| 10 gols - [[Fitxer:Flag of Germany.svg\|23x15px\|border \|alt=Alemanya\|link=Selecció de futbol d'Alemanya\|{{#if:\|]] Gerd Müller 7 gols - [[Fitxer:Flag of Brazil (1968-1992).svg\|23x15px\|border \|alt=Brasil\|link=Selecció de futbol del Brasil\|{{#if:\|]] Jairzinho 5 gols - [[Fitxer:Flag of Peru.svg\|23x15px\|border \|alt=Perú\|link=Selecció de futbol del Perú\|{{#if:\|]] Teófilo Cubillas 4 gols - [[Fitxer:Flag of Brazil (1968-1992).svg\|23x15px\|border \|alt=Brasil\|link=Selecció de futbol del Brasil\|{{#if:\|]] Pelé - [[Fitxer:Flag of the Soviet Union (1955-1980).svg\|23x15px\|border \|alt=Unió de Repúbliques Socialistes Soviètiques\|link=Selecció de futbol de l'URSS\|{{#if:\|]] Anatoli Bixovets 3 gols - [[Fitxer:Flag of Germany.svg\|23x15px\|border \|alt=Alemanya\|link=Selecció de futbol d'Alemanya\|{{#if:\|]] Uwe Seeler - [[Fitxer:Flag of Brazil (1968-1992).svg\|23x15px\|border \|alt=Brasil\|link=Selecció de futbol del Brasil\|{{#if:\|]] Rivelino - [[Fitxer:Flag of Italy (1946-2003).svg\|23x15px\|border \|alt=Itàlia\|link=Selecció de futbol d'Itàlia\|{{#if:\|]] Luigi Riva 2 gols - [[Fitxer:Flag of Belgium (civil).svg\|23x15px\|border \|alt=Bèlgica\|link=Selecció de futbol de Bèlgica\|{{#if:\|]] Raoul Lambert - [[Fitxer:Flag of Belgium (civil).svg\|23x15px\|border \|alt=Bèlgica\|link=Selecció de futbol de Bèlgica\|{{#if:\|]] Wilfried Van Moer - [[Fitxer:Flag of Brazil (1968-1992).svg\|23x15px\|border \|alt=Brasil\|link=Selecció de futbol del Brasil\|{{#if:\|]] Tostão - [[Fitxer:Flag of Italy (1946-2003).svg\|23x15px\|border \|alt=Itàlia\|link=Selecció de futbol d'Itàlia\|{{#if:\|]] Roberto Boninsegna - [[Fitxer:Flag of Italy (1946-2003).svg\|23x15px\|border \|alt=Itàlia\|link=Selecció de futbol d'Itàlia\|{{#if:\|]] Gianni Rivera - [[Fitxer:Flag of Mexico.svg\|23x15px\|border \|alt=Mèxic\|link=Selecció de futbol de Mèxic\|{{#if:\|]] Javier Valdivia - [[Fitxer:Flag of Peru.svg\|23x15px\|border \|alt=Perú\|link=Selecció de futbol del Perú\|{{#if:\|]] Alberto Gallardo - [[Fitxer:Flag of Romania (1965-1989).svg\|23x15px\|border \|alt=Romania\|link=Selecció de futbol de Romania\|{{#if:\|]] Florea Dumitrache - [[Fitxer:Flag of the Czech Republic.svg\|23x15px\|border \|alt=Txecoslovàquia\|link=Selecció de futbol de Txecoslovàquia\|{{#if:\|]] Ladislav Petráš | 1 gol - [[Fitxer:Flag of Germany.svg\|23x15px\|border \|alt=Alemanya\|link=Selecció de futbol d'Alemanya\|{{#if:\|]] Franz Beckenbauer - [[Fitxer:Flag of Germany.svg\|23x15px\|border \|alt=Alemanya\|link=Selecció de futbol d'Alemanya\|{{#if:\|]] Reinhard Libuda - [[Fitxer:Flag of Germany.svg\|23x15px\|border \|alt=Alemanya\|link=Selecció de futbol d'Alemanya\|{{#if:\|]] Wolfgang Overath - [[Fitxer:Flag of Germany.svg\|23x15px\|border \|alt=Alemanya\|link=Selecció de futbol d'Alemanya\|{{#if:\|]] Karl-Heinz Schnellinger - [[Fitxer:Flag of England.svg\|23x15px\|border \|alt=Anglaterra\|link=Selecció de futbol d'Anglaterra\|{{#if:\|]] Allan Clarke - [[Fitxer:Flag of England.svg\|23x15px\|border \|alt=Anglaterra\|link=Selecció de futbol d'Anglaterra\|{{#if:\|]] Geoff Hurst - [[Fitxer:Flag of England.svg\|23x15px\|border \|alt=Anglaterra\|link=Selecció de futbol d'Anglaterra\|{{#if:\|]] Alan Mullery - [[Fitxer:Flag of England.svg\|23x15px\|border \|alt=Anglaterra\|link=Selecció de futbol d'Anglaterra\|{{#if:\|]] Martin Peters - [[Fitxer:Flag of Brazil (1968-1992).svg\|23x15px\|border \|alt=Brasil\|link=Selecció de futbol del Brasil\|{{#if:\|]] Carlos Alberto - [[Fitxer:Flag of Brazil (1968-1992).svg\|23x15px\|border \|alt=Brasil\|link=Selecció de futbol del Brasil\|{{#if:\|]] Clodoaldo - [[Fitxer:Flag of Brazil (1968-1992).svg\|23x15px\|border \|alt=Brasil\|link=Selecció de futbol del Brasil\|{{#if:\|]] Gérson - [[Fitxer:Flag of Bulgaria (1967-1971).svg\|23x15px\|border \|alt=Bulgària\|link=Selecció de futbol de Bulgària\|{{#if:\|]] Khristo Bónev - [[Fitxer:Flag of Bulgaria (1967-1971).svg\|23x15px\|border \|alt=Bulgària\|link=Selecció de futbol de Bulgària\|{{#if:\|]] Dinko Dermendjiev - [[Fitxer:Flag of Bulgaria (1967-1971).svg\|23x15px\|border \|alt=Bulgària\|link=Selecció de futbol de Bulgària\|{{#if:\|]] Todor Kolev - [[Fitxer:Flag of Bulgaria (1967-1971).svg\|23x15px\|border \|alt=Bulgària\|link=Selecció de futbol de Bulgària\|{{#if:\|]] Asparuh Nikodimov - [[Fitxer:Flag of Bulgaria (1967-1971).svg\|23x15px\|border \|alt=Bulgària\|link=Selecció de futbol de Bulgària\|{{#if:\|]] Dobromir Zhechev - [[Fitxer:Flag of Israel.svg\|23x15px\|border \|alt=Israel\|link=Selecció de futbol d'Israel\|{{#if:\|]] Mordechai Spiegler - [[Fitxer:Flag of Italy (1946-2003).svg\|23x15px\|border \|alt=Itàlia\|link=Selecció de futbol d'Itàlia\|{{#if:\|]] Tarcisio Burgnich - [[Fitxer:Flag of Italy (1946-2003).svg\|23x15px\|border \|alt=Itàlia\|link=Selecció de futbol d'Itàlia\|{{#if:\|]] Angelo Domenghini | - [[Fitxer:Flag of Morocco.svg\|23x15px\|border \|alt=Marroc\|link=Selecció de futbol del Marroc\|{{#if:\|]] Maouhoub Ghazouani - [[Fitxer:Flag of Morocco.svg\|23x15px\|border \|alt=Marroc\|link=Selecció de futbol del Marroc\|{{#if:\|]] Houmane Jarir - [[Fitxer:Flag of Mexico.svg\|23x15px\|border \|alt=Mèxic\|link=Selecció de futbol de Mèxic\|{{#if:\|]] Juan Ignacio Basaguren - [[Fitxer:Flag of Mexico.svg\|23x15px\|border \|alt=Mèxic\|link=Selecció de futbol de Mèxic\|{{#if:\|]] Javier Fragoso - [[Fitxer:Flag of Mexico.svg\|23x15px\|border \|alt=Mèxic\|link=Selecció de futbol de Mèxic\|{{#if:\|]] José Luis González - [[Fitxer:Flag of Mexico.svg\|23x15px\|border \|alt=Mèxic\|link=Selecció de futbol de Mèxic\|{{#if:\|]] Gustavo Peña - [[Fitxer:Flag of Peru.svg\|23x15px\|border \|alt=Perú\|link=Selecció de futbol del Perú\|{{#if:\|]] Roberto Challe - [[Fitxer:Flag of Peru.svg\|23x15px\|border \|alt=Perú\|link=Selecció de futbol del Perú\|{{#if:\|]] Héctor Chumpitaz - [[Fitxer:Flag of Romania (1965-1989).svg\|23x15px\|border \|alt=Romania\|link=Selecció de futbol de Romania\|{{#if:\|]] Emerich Dembrovschi - [[Fitxer:Flag of Romania (1965-1989).svg\|23x15px\|border \|alt=Romania\|link=Selecció de futbol de Romania\|{{#if:\|]] Alexandru Neagu - [[Fitxer:Flag of Sweden.svg\|23x15px\|border \|alt=Suècia\|link=Selecció de futbol de Suècia\|{{#if:\|]] Ove Grahn - [[Fitxer:Flag of Sweden.svg\|23x15px\|border \|alt=Suècia\|link=Selecció de futbol de Suècia\|{{#if:\|]] Tom Turesson - [[Fitxer:Flag of Uruguay.svg\|23x15px\|border \|alt=Uruguai\|link=Selecció de futbol de l'Uruguai\|{{#if:\|]] Luis Cubilla - [[Fitxer:Flag of Uruguay.svg\|23x15px\|border \|alt=Uruguai\|link=Selecció de futbol de l'Uruguai\|{{#if:\|]] Víctor Espárrago - [[Fitxer:Flag of Uruguay.svg\|23x15px\|border \|alt=Uruguai\|link=Selecció de futbol de l'Uruguai\|{{#if:\|]] Ildo Maneiro - [[Fitxer:Flag of Uruguay.svg\|23x15px\|border \|alt=Uruguai\|link=Selecció de futbol de l'Uruguai\|{{#if:\|]] Juan Mujica - [[Fitxer:Flag of the Soviet Union (1955-1980).svg\|23x15px\|border \|alt=Unió de Repúbliques Socialistes Soviètiques\|link=Selecció de futbol de l'URSS\|{{#if:\|]] Kakhi Assatiani - [[Fitxer:Flag of the Soviet Union (1955-1980).svg\|23x15px\|border \|alt=Unió de Repúbliques Socialistes Soviètiques\|link=Selecció de futbol de l'URSS\|{{#if:\|]] Vitali Khmelnitski En pròpia porta - [[Fitxer:Flag of Mexico.svg\|23x15px\|border \|alt=Mèxic\|link=Selecció de futbol de Mèxic\|{{#if:\|]] Gustavo Peña (per Itàlia) |